# Turaida

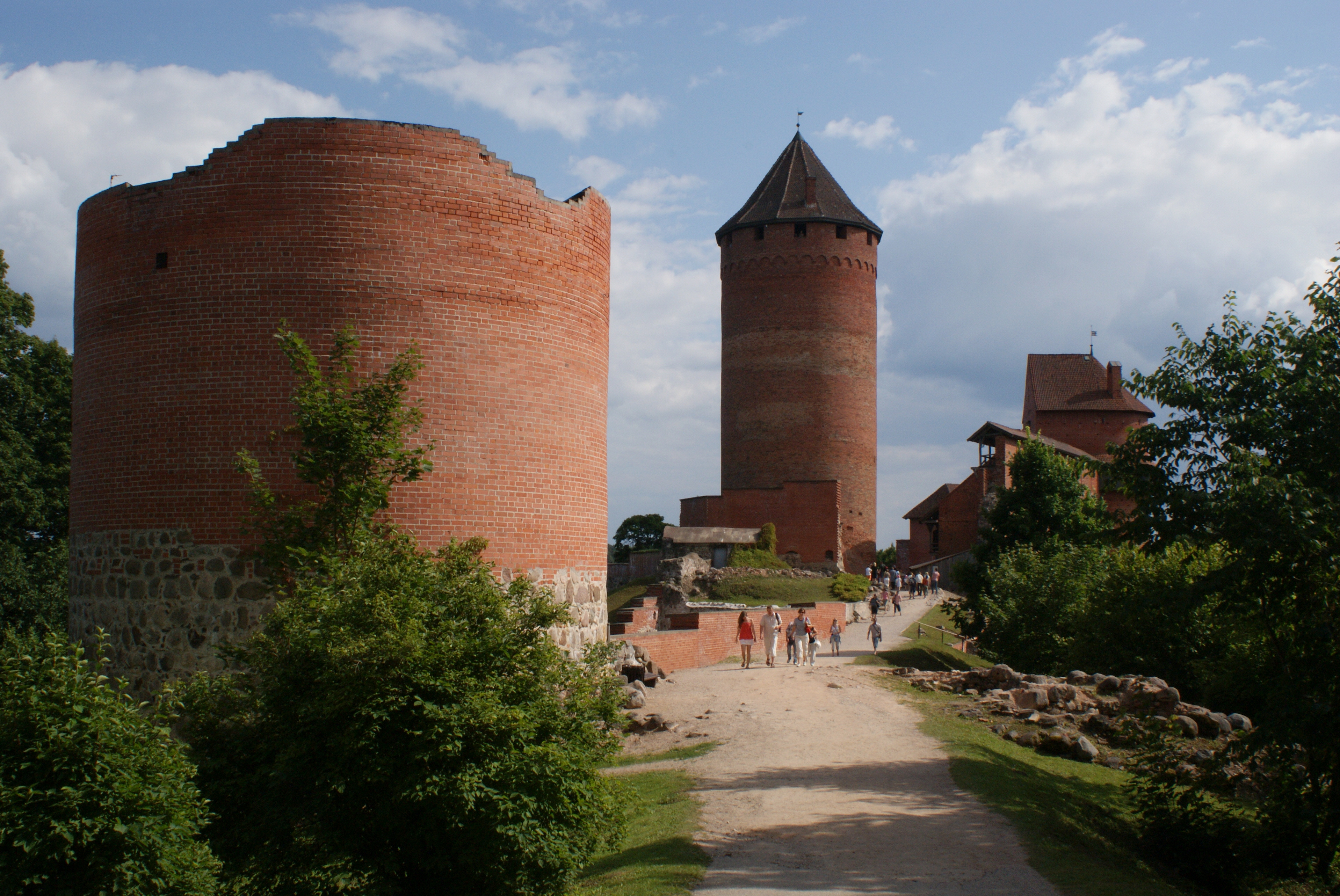
Zamek Biskupów Ryskich

Turaida (niem. Thoraida, Treyden) – jedna z części miasta Sigulda. Znajduje się tam murowany zamek z czerwonej cegły, zbudowany w 1214 przez Alberta – założyciela Rygi i jej biskupa. Od czasów Stefana Batorego stanowiła starostwo niegrodowe, należące do powiatu piltyńskiego.